# Agrostis sporobolus
Agrostis sporobolus é uma espécie de gramínea do gênero Agrostis, pertencente à família Poaceae.